# Dorfkirche Krielow

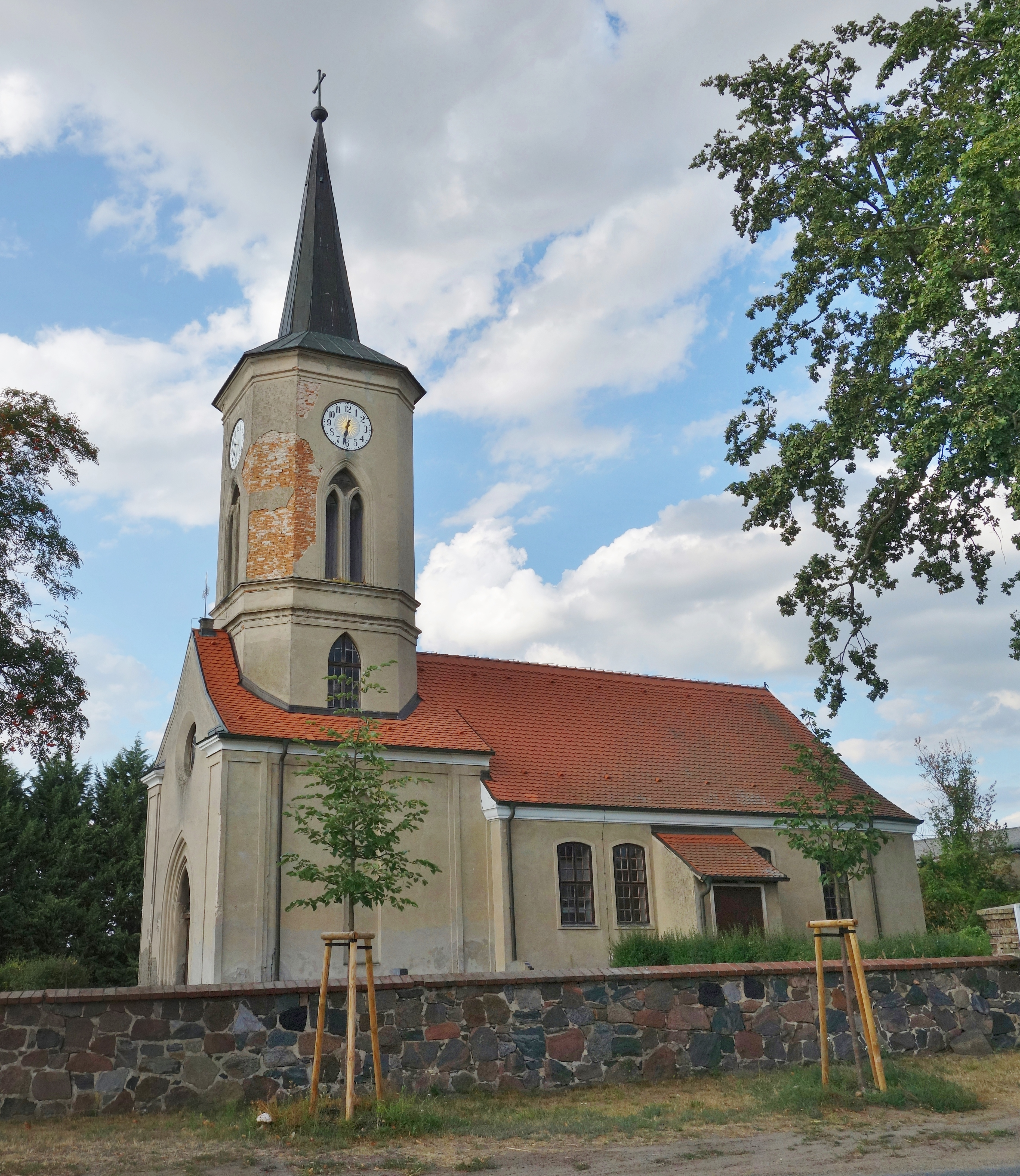
Dorfkirche Krielow

Die evangelische Dorfkirche Krielow ist eine Saalkirche aus dem 17. Jahrhundert in Krielow, einem Ortsteil der Gemeinde Groß Kreutz (Havel) im Landkreis Potsdam-Mittelmark im Land Brandenburg. Die Kirchengemeinde gehört zum Kirchenkreis Mittelmark-Brandenburg der Evangelischen Kirche Berlin-Brandenburg-schlesische Oberlausitz.

## Lage
Die Lilienthalstraße führt als zentrale Verbindungsachse in West-Ost-Richtung durch den Ort. Dort steht die Kirche auf einem Grundstück mit einem Kirchfriedhof, der mit einer Mauer eingefriedet ist.

## Geschichte
Das Bauwerk wurde im Jahr 1698 errichtet. In den Jahren 1815 bis 1818 ließ die Kirchengemeinde einen Westturm anfügen. 1964 und 1965 erfolgte eine umfangreiche Erneuerung. Im September 2018 begannen Sanierungsarbeiten an der Kirche. Dabei sollen unter anderem der Turmraum zur „touristischen Nutzung“ hergerichtet sowie Mängel am Bauwerk beseitigt werden. Die Kosten werden auf 238.000 € veranschlagt.

## Baubeschreibung

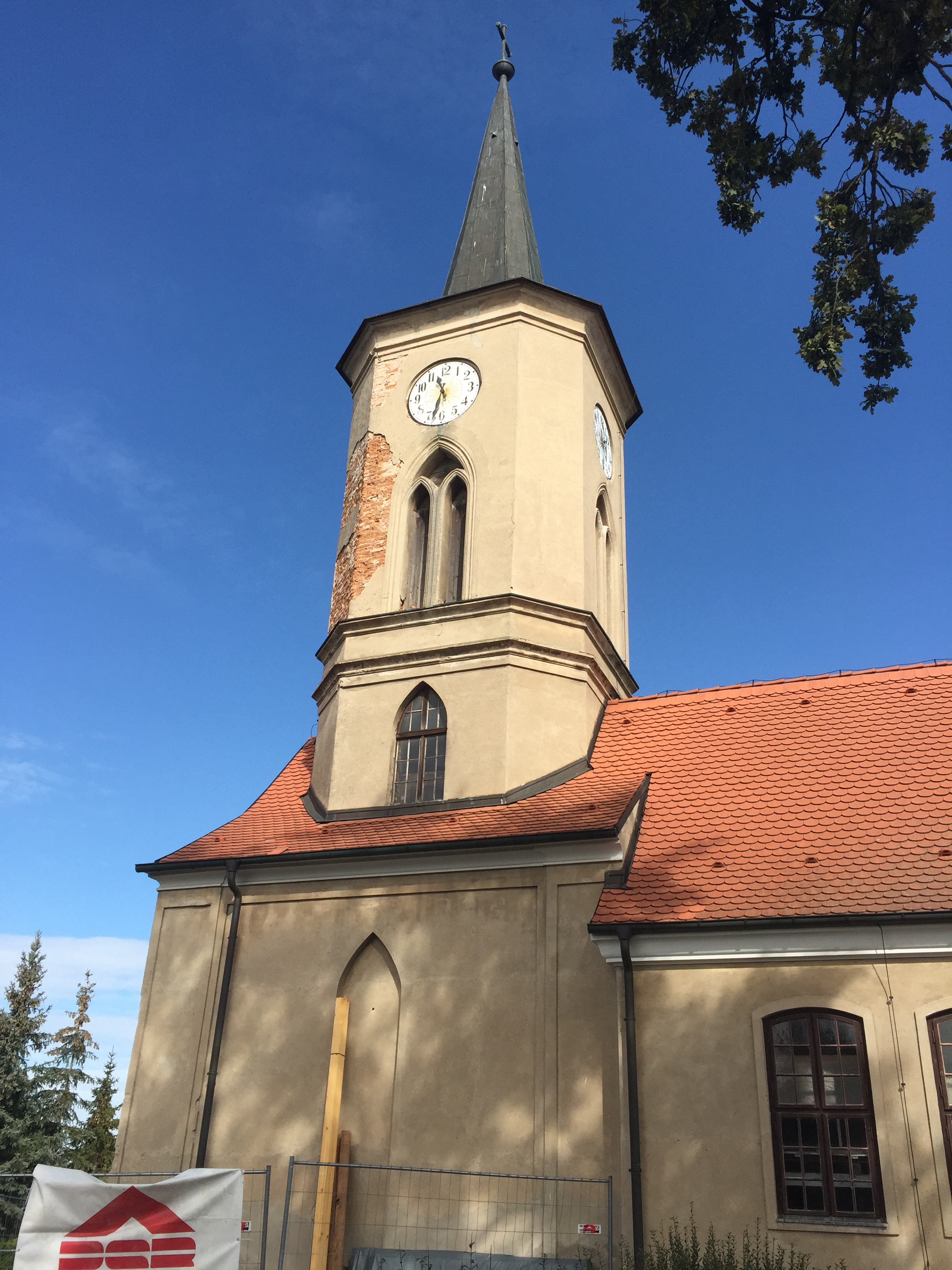
Westturm

Die Kirche wurde aus Fachwerk errichtet, das anschließend flächig verputzt wurde. Der Chor ist nicht eingezogen und hat einen Fünfachtelschluss. Während der Chorschluss sowie die nördlich und südlich gelegenen Wände fensterlos sind, befindet sich an den beiden verbleibenden Wandflächen je ein segmentbogenförmiges Fenster, dessen Form durch eine schmale Fasche nochmals betont wird. Am Übergang zum Dach ist eine umlaufende Voute.
Das Kirchenschiff hat einen rechteckigen Grundriss. An der Nordseite sind vier große, segmentbogenförmige Fenster, dazwischen je ein Strebepfeiler. An der Südseite verbauten die Handwerker ebenfalls vier Fenster. Von diesen sind jedoch nur die beiden östlich gelegenen sowie das westlich gelegene Fenster an seiner ursprünglichen Position. Das verbliebene, vierte Fenster wurde bei Umbauarbeiten näher an das westlich gelegene Fenster verrückt. Damit schufen die Handwerker Platz für eine kleine, rechteckige Vorhalle. Sie kann durch eine doppelflügelige Tür von Süden her betreten werden. Schiff und Anbau tragen ein schlichtes Satteldach, das mit Biberschwanz gedeckt ist.
Der Westturm ist gegenüber dem Schiff zwar leicht eingezogen, wirkt auf Grund seines massigen, quadratischen Unterbaus jedoch vergleichsweise mächtig. An der Westseite ist ein spitzbogenförmiges, mehrfach getrepptes Portal, das seitlich von Lisenen begleitet wird. Darüber ist im Giebel ein Ochsenauge. Die Nord- und Südseite ist in je drei Felder gegliedert, von denen das mittlere deutlich größer ausgeführt wird. Dort ist eine spitzbogenförmige Blende. Oberhalb erhebt sich ein Satteldach, aus dem der achteckige Turmaufsatz herausragt. Er hat an der Nord- und Südseite je ein kleines, spitzbogenförmiges Fenster. Darüber sind je zwei umlaufende Gesimse. Oberhalb ist an jeder Seite je eine spitzbogenförmige Blende, in die zwei gekuppelte und ebenfalls spitzbogenförmige Klangarkaden eingelassen sind. Darüber ist eine kreisrunde Turmuhr mit weißem Ziffernblatt. Oberhalb der Turmuhren ist eine weitere, umlaufende Voute, die den Übergang zum achteckigen Knickhelm herstellt, der mit Turmkugel und Kreuz abschließt.

## Ausstattung
Das Altarretabel stammt aus dem Anfang des 18. Jahrhunderts und diente ursprünglich als Kanzelaltar. Die Kirchengemeinde platzierte anstelle der Kanzel ein Gemälde, das wiederum von einem anderen Altar stammt. In der Predella ist das Abendmahl Jesu abgebildet; im Altarauszug Agnus Dei. Das Retabel ist mit Säulen, Ähren sowie Weinlaub und Akanthus verziert. Der polygonale Kanzelkorb stammt vermutlich aus dem Jahr 1698. Er wurde 1964 auf einen flachen Sockel gestellt und zeigt in seinen Feldern gemalte Darstellungen der Evangelisten.
Das Bauwerk ist in seinem Innern flach gedeckt.